# Rob Swire
Robert Swire-Thompson (5 de noviembre de 1982) es un músico, multi-instrumentista, cantante, compositor, productor discográfico y DJ australiano, conocido por ser el compositor, vocalista y tecladista de la banda australiana/británica de drum and bass y rock electrónico Pendulum, y también es conocido como productor y DJ del dúo de electro house Knife Party. Rob es originario de Perth, Australia Occidental, se trasladó al Reino Unido en 2003 con Gareth McGrillen y Paul "El Hornet" Harding. Desde entonces, Swire ha cumplido un papel muy importante como miembro de Pendulum, que van desde la composición de canciones hasta cantarlas, mientras toca en vivo con un inusual controlador MIDI con la guitarra - Ztar Z6S-XPA de Starr Labs. Swire también puede tocar bajo, teclados y percusión. A veces se le conoce con el nombre artístico Anscenic.

## Vida y carrera

### Primeros años
Rob Swire nació y creció en Perth (Australia Oeste). Cuando él era un niño vivió con su familia en Harare en Zimbabue por varios años. Durante su residencia, él creó una canción que fue tocada en una estación de radio local de Zimbabue. Asistió al Scotch College, Swanbourne, graduándose en 1999, donde él conoció a quien sería su primer compañero de banda Gareth McGrillen. Durante los tres años siguientes trabajó como productor discográfico para varios grupos locales de Drum and bass, breakbeat y metal, durante ese tiempo el usaba ocasionalmente el nombre artístico "Anscenic". También hizo un par de lanzamientos independientes con ritmos Techno hardcore titulado Hardcore Rekordingz, incluyendo una colaboración con el fundador de la discográfica "Animal Intelligence", que fue titulado "Fat American Bitchcore". Sólo se distribuyeron veinte copias para tocadiscos, para ayudar a promover la gira de 2001-2002 de los temas en Nueva Zelanda. Swire también produjo una pista titulada "Electrodes on the Skull" que fue lanzada junto a tres temas de otros artistas que habían firmado con la discográfica en ese momento.

### Pendulum
En 2002, Swire formó la banda de Drum and bass Pendulum con su compañero de banda en Xygen Gareth McGrillen y el DJ local Paul "El Hornet" Harding. Swire se trasladó al Reino Unido al año siguiente, junto con los otros miembros de la banda, y la banda pronto ganó un amplio reconocimiento por sus temas "Vault" y "Trail of Sevens". Durante los dos años siguientes Swire trabajó Sobre el material para el álbum debut de la banda, Hold Your Color, principalmente como compositor y productor de la banda junto a McGrillen. El álbum fue lanzado en 2005, con un considerable éxito comercial. Cuando la banda comenzó a actuar en vivo en octubre de 2006, Swire se convirtió en el cantante principal de la banda, además de tocar un Ztar (un controlador MIDI de guitarra) durante las actuaciones en vivo.
Después de la primera gira de la banda, comenzaron a trabajar en un segundo álbum, In Silico, para el que Swire fue el vocalista principal, después de haber aparecido en temas como "Spiral", "Hold Your Color", "Streamline" y "Still Grey", para mantener un sonido consistente. Además, continuó sus antiguos papeles de escritor y productor, aunque delegó la tarea de mezcla vocal a un ingeniero de mezcla profesional. Swire también participó ampliamente en la creación de material publicitario para el nuevo álbum, como explicó durante una entrevista con Lucy Chakaodza de The Independent .
Pendulum lanzó su tercer álbum titulado "Immersion" en el Reino Unido el 24 de mayo de 2010. Este es el único álbum número 1 de Pendulum, que figura como el más alto en la lista de álbumes del Reino Unido.

Pendulum anunció el 19 de junio de 2012 que se habían dividido. 
Swire por medio de su cuenta de Twitter dijo: 
"Nos estamos divirtiendo mucho con el proyecto de Knife Party. También es genial porque al final Pendulum, se sentía como si lo estuviéramos haciendo porque teníamos que hacerlo, y eso nunca es una manera divertida de hacer música. Considerando que Knife Party es más o menos sólo nosotros haciendo lo que queremos y si a nadie le gusta, no nos importa.".
Esto se puede equiparar a que Rob Swire se siente limitado a un género musical con Pendulum, y ha declarado públicamente a través de tuits que odia la restricción que una base de fanes puede aportar, no disfrutar de seguir produciendo música.
El 22 de agosto de 2013 Swire reveló que un nuevo álbum de Pendulum probablemente será lanzado en algún momento en 2014. A pesar de esto, Swire ha descartado la posibilidad de que Pendulum vuelva a actuar en vivo. Sin embargo, Pendulum fue confirmado para reunirse en 2016 para el Ultra Music Festival en Miami, Florida y en 2018 lanzaron el álbum "Reworks" que contiene mezclas de sus canciones hechas por distintos artistas.

### Knife Party
En 2011, Swire formó el dúo electro house con su compañero de banda Gareth McGrillen. El dúo publicó el 12 de diciembre de 2011 su primer EP llamado 100% No Modern Talking. La popularidad del grupo creció considerablemente cuando lanzaron el primer sencillo llamado "Antidote" en colaboración con el grupo sueco Swedish House Mafia que llegó al puesto número 5 en el Reino Unido. El sencillo fue lanzado el 16 de diciembre de 2011 y ahora ha alcanzado más de 11 millones de visitas en YouTube. "Internet Friends", fue lanzado como un segundo sencillo del EP, pero alcanzó su punto más bajo en el número 83 en el Reino Unido. Su segundo EP, Rage Valley, fue lanzado el 27 de mayo de 2012, y produjo tres sencillos, "Rage Valley", "Bonfire" y "Centipede" que llegaron al puesto 100. Sin embargo, el segundo sencillo del EP "Bonfire", alcanzó el número 18 en la lista de sencillos finlandesa. El tercer EP del dúo se llamó Haunted House, fue lanzado el 6 de mayo de 2013, y cuenta con cuatro temas: "Power Glove", "LRAD", "EDM Death Machine" y su propia mezcla VIP de "Internet Friends" (Originario del EP 100% No Modern Talking). El dúo ha acumulado un gran culto de seguidores por su estilo distintivo con influencias de electro house y dubstep en su primer EP, su estilo ha crecido para incluir influencias de una gama más amplia de estilos, como el moombahton (una combinación de música house y reguetón ), Y drumstep. La remezcla realizada por Knife Party de la canción "Save the World" en colaboración con Swedish House Mafia fue denominado como 'Hottest Record in the World' en el programa radial de Zane Lowe el 31 de mayo de 2011.

### Otros trabajos
Swire grabó voces para el sencillo "Ghosts 'n' Stuff" de deadmau5, lanzado el 27 de septiembre de 2009. El sencillo ya ha alcanzado más de 40 millones de visitas en YouTube y alcanzó el número 1 en las listas de música dance de Estados Unidos y el número 12 en el Reino Unido. Swire también coescribió las canciones "Rude Boy" y "Roc Me Out" de Rihanna, además contribuyó con el bajo y su voz de acompañamiento en ambas canciones. También ha lanzado otros tres sencillos en colaboración con otros artistas: "Nervous (Creep)" en 2006, también como mezclador para DJ Fresh y Mary Byker; 2009 "End Credits (Live)", y también para Chase & Status y Plan B; Y el 2010 "Play" como productor de Taio Cruz. En 2016 grabó su voz para la canción "Breathe" de Eric Prydz que aparece en su álbum debut Opus.
En 2018 volvió a prestar su voz a deadmau5 para la canción "Monophobia" que fue lanzada el 13 de julio del mismo año junto con el álbum "Mau5ille: Level 1".

## Música

### Producción
Swire ha trabajado como productor discográfico desde 1999, más recientemente para Pendulum, mientras producía el álbum In Silico, durante el cual se le requirió para crear demos, grabar las canciones y mezclar el álbum. Él es responsable de mezclar la mayor parte del material de la banda, aunque más recientemente ha evitado mezclar voces, afirmando que, "Desde que estaba haciendo la voz, es un poco más difícil mantener la objetividad del lado del ingeniero." Para evitar gastar demasiado tiempo en preocuparse por la calidad del sonido, Swire diseñó las demostraciones para In Silico usando los emuladores Commodore 64 y Nintendo y los sonidos básicos del sintetizador. Para grabar el álbum, la banda viajó a varios estudios donde los músicos en vivo, incluido el propio Swire, grabaron baterías acústicas, guitarras, bajo y voces. Además de grabar las diversas pistas que componían cada canción, Swire grabó muestras de los instrumentos usados de modo que, si no estaba contento con una de las pistas, él podría entonces jugar la parte él mismo usando un sintetizador del teclado. Swire ha utilizado Pro Tools para grabar audio y Cubase de Steinberg para la producción, pero ahora utiliza principalmente el Nuendo de Steinberg para la edición de producción y posproducción. Swire graba pistas utilizando tanto sintetizadores de hardware como instrumentos virtuales. Para actuaciones en directo, transfiere sonidos para cada canción en varios Muse Research Receptors, que utiliza con controladores MIDI como Starr Labs Ztar y sus teclados CME UF70 y Korg Kontrol. Esto le permite ser capaz de replicar exactamente los sonidos grabados sin tener que recorrer con los numerosos sintetizadores que se utilizaron originalmente.